# Departamento Rivadavia (Mendoza)
Rivadavia es un departamento en la provincia de Mendoza, Argentina. 
Integra la región del este mendocino, y junto a Junín y San Martín conforman el Valle Central. 
Limita al norte con Junín, al este con Santa Rosa, al sur con San Carlos, y al oeste con Luján de Cuyo, Tupungato y Tunuyán (tan solo 1 km sobre el Río Tunuyan).
La ciudad de Rivadavia es la cabecera del departamento.

## Población
Según el censo del INDEC en 2010 la población arrojó un resultado de 56 373 habitantes.
Para el censo 2022 el departamento registró 63 724 habitantes; lo que representó un aumento en la cantidad de personas del 13,0% menor que el crecimiento poblacional provinciala situado en 17,5%. Estos datos le valieron al departamento tener la novena mayor población y el tercer menor crecimiento poblacional de la provincia.
La mayor parte de la población reside en los distritos que conforman el Oasis, principalmente en Ciudad, Los Campamentos y Medrano. Alrededor del 60% de los rivadavienses viven en ámbitos urbanos por lo que es uno de los departamentos rurales de la provincia más importante.
| Censo                 | 1867           | 1895  | 1914       | 1947   | 1960   | 1970   | 1980    | 1991    | 2001    | 2010   | 2022   |
| --------------------- | -------------- | ----- | ---------- | ------ | ------ | ------ | ------- | ------- | ------- | ------ | ------ |
| Población             | Parte de Junín | 7.036 | 17.112     | 24.522 | 34.312 | 37.369 | 42.097  | 47.033  | 52.567  | 56.373 | 63.724 |
| Variación Intercensal | ---            | ---   | + 143, 21% | +43,3% | +39,9% | +8,9%  | +12,65% | +11,73% | +11,77% | +7,24% | +13%   |

| Distrito           | 1991   | 2001   | 2010  |
| ------------------ | ------ | ------ | ----- |
| Andrade            | 660    | 1041   | 1211  |
| Ciudad             | 25000  | 29379  | 32384 |
| El Mirador         | 3100   | 2419   | 2457  |
| La Central         | 2903   | 2609   | 2509  |
| La Libertad        | 2500   | 2438   | 2509  |
| La Reducción       | 1500   | 1844   | 1969  |
| Los Árboles        | 1000   | 1249   | 1241  |
| Los Campamentos    | 5800   | 5832   | 6125  |
| Los Huarpes        | s/d    | 264    | 237   |
| Medrano            | 1930   | 2075   | 2010  |
| Mundo Nuevo        | 640    | 679    | 747   |
| San Isidro         | s/d    | 170    | 203   |
| Santa María de Oro | 2000   | 2568   | 2771  |
| Total              | 47.033 | 52567  | 56373 |
| Población Urbana   | 0      | 54,29% | 0     |

### Trama urbana y parajes
El Departamento cuenta con una trama urbana equilibrada en cuanto a la cantidad y ubicación de los centros urbanos, pero muy desequilibrada en cuanto al tamaño de los mismos ya que la segunda ciudad (Medrano) cuenta con solo el 10% de la población del primer centro Urbano (Rivadavia).
- Ciudad de Rivadavia
- Medrano
- La Florida
- Santa María de Oro
- Costa Anzorena
- Villa San Isidro
- Ceferino
- Los Árboles
- Andrade

## Historia

### Primeros habitantes
Los dueños del actual territorio departamental eran los huarpes. Estos pueblos originarios vivían en el “país de Cuyo” (amplia zona de las provincias de San Juan, Mendoza y San Luis). Los huarpes se asentaban en las márgenes de los ríos, esteros y lagunas. Fueron grupos sedentarios con domicilios más o menos fijos; vivían en rudimentarias chozas. Los huarpes no iban desnudos ni cubiertos con pieles, sino con la “camiseta andina” (como la llamaban los realistas). Practicaron la hilandería: prueba de esto son los numerosos torteros y pesas de hilar hechas de barro encontradas por los arqueólogos y particulares a lo largo del tiempo.
Usaron el pelo largo: las mujeres “dejan crecer el cabello cuanto pueden, mientras que los hombres sólo hasta el cuello”.
Fabricaban piezas de cerámica y alfarería fina, modelada y pintada. Fueron maestros en canastería: tejían cestas y canastillas de totora “tan fuertemente apretadas que aunque las llenan de agua, ésta no se sale”.
Supieron trabajar la tierra; para regar sus cultivos utilizaban el agua de río derivada por canales y acequias. El principal producto de la tierra era el maíz (telag). Esto se confirma con el hallazgo de morteros fijos y muebles, e innumerables conanas (vasijas de barro). Sus armas clásicas fueron el arco y la flecha.
Los huarpes tuvieron una divinidad que residía en la Cordillera Nevada: era Hunuc Huar, a la que respetaban, temían e invocaban. A este Dios le ofrecían chicha y maíz. Adoraban, también, a los cerros, a la Luna, al Sol y al Lucero.
Sepultaban a sus muertos acompañando la ceremonia con bailes y cantos. En las tumbas les ponían objetos personales (mantas, camisetas, comidas y bebidas). Hablaban la lengua millcayac.

### Llegada de los colonizadoresrealistas
A partir de la fundación de Mendoza por Pedro del Castillo, en 1561, comienza la conquista y colonización de estas tierras mendocinas por parte de los españoles.
Según el Padre Pablo Cabrera —historiador de Los Huarpes— el “Valle de Uco”, situado a ambas márgenes del río Tunuyán (voz originaria que significa miedo a los temblores y ruidos subterráneos), recibe el nombre de Juan Cuco y Fernando Cuco, caciques huarpes de toda la cuenca del mencionado río. Cree el Padre Cabrera que el apellido Cuco, perdió, con el uso y a través del tiempo la primera letra y, quedó como “Uco” definitivamente el nombre del valle y tierras que pertenecían a dichos caciques.
El Valle de Uco estaba dividido en tres partes: el Uco del Alto, que correspondía al Tunuyán de arriba; el Uco del Medio, zona del Tunuyán del medio; y el Uco de Abajo, actual Tunuyán de abajo. El territorio ocupado actualmente por nuestro departamento correspondió al Uco del Medio (comprendido entre el Totoral —actual departamento de Tunuyán—, y la ensenada de Los Olguín, hoy Santa María de Oro).
En la época de la conquista hispánica, el principal cacique del Uco del Medio era Pasambay, dueño de territorios ubicados en ambas márgenes del río Tunuyán, desde Jurango —actual distrito de La Reducción— hasta Ñancuñan, por la margen derecha; desde el Albardón —hoy Los Árboles— hasta Otoyán —hoy Phillips— por la margen izquierda.

### Orígenes del departamento
Hacia el siglo XVIII, el actual territorio departamental pertenecía al Curato de Corocorto, jurisdicción comprendida entre la margen izquierda del Tunuyán y las tierras existentes hacia el Este hasta el río Desaguadero, lindando por el Oeste con la localidad denominada Las Ramadas. José de Corocorto (hoy departamento de La Paz) era el centro poblacional del Curato; la mayoría de sus habitantes eran huarpes.
Las Ramadas fue el origen de este departamento. Este asentamiento humano surgió a orillas del río Tunuyán, como resultado de las actividades económicas de aquella época. Desde el sur de la provincia de Mendoza partían las carretas que transportaban la sal con destino a Corocorto o a San Luis (Punta de Los Venados). Para cruzar el Tunuyán, utilizaban “pasos”. Los pasos más accesibles, eran: Los Copis, Barrancas, Otoyán, Ferreyra, Ensenada de Olguín —hoy distrito de Santa María de Oro o Moyano—; este último fue el más concurrido. En sus alrededores fueron apareciendo las típicas “ramadas” (rudimentaria construcción hecha de postes de madera y techumbre de paja o totora y barro).
Como los salineros necesitaban refrescar sus animales, arreglar sus transportes, descansar o esperar la bajante de las turbulentas aguas del río, debían pasar uno o varios días estacionados en las ramadas. Poco a poco, éstas se fueron multiplicando y tomando el aspecto de un incipiente centro poblacional, pues contaban con carpintería, herrería, corrales, boticarios, cura, almacén.... una de las ramadas, la del “alto”, estaba ubicada a ambos costados de la calle “el Chañar” (en aquel entonces, sitio de paso de las carretas que iban o venían de Mendoza hacia el sur).

### De “Las Ramadas” a “San Isidro”
Cuando en 1859 fue creado el departamento de Junín con el nombre de “Retamo”, “Las Ramadas” pasaron a su jurisdicción. Esta localidad había crecido poblacional, económica y culturalmente, ya que contaba con unos 2.000 hab., sacerdote, maestros, boticarios, artesanos, comerciantes estables. Sus pobladores eran devotos del Santo de los sembrados y cosechas, por eso decidieron cambiarle el nombre de “Las Ramadas” por el de “San Isidro Labrador” o “San Isidro del Valle de Uco”, para diferenciarla de otras villas designadas con ese nombre.

### De “San Isidro” a “Rivadavia”
Debido a la gran importancia que “San Isidro” había adquirido dentro de la zona Este, sus habitantes elevaron en 1872 un petitorio al gobernador de la Provincia, mediante el cual solicitaron que se creara un nuevo departamento con cabecera en la villa de “San Isidro”.
En 1884, el Ejecutivo Provincial, Rufino Ortega, envía el proyecto a la Legislatura proponiendo la creación del departamento de San Isidro, con tierras de Junín y San Martín.
Según reza en las actas de la Sexta Sesión Ordinaria de la Cámara de Diputados del 7 de abril de 1884, presidida por Tiburcio Benegas, por moción de Pedro Sérpez, se modificó el nombre de “San Isidro” por “Rivadavia”. Dicho señor Diputado fundó su moción diciendo, que “en pueblos como los nuestros, debía perpetuarse siempre en sus nombres la memoria de nuestros hombres ilustres o que hubieran hecho marcado servicio a la patria, y que el nombre de ´San Isidro`, figuraba demasiado ya, pues se consignaban diariamente en el almanaque”. Votada la moción, fue aprobada por unanimidad.
Así es como el departamento fue creado con el nombre de Rivadavia, por Ley aprobada por la Legislatura el 18 de abril de 1884.
La Villa de Rivadavia, cabecera del departamento, fue declarada ciudad el 2 de septiembre de 1953.
El 1 de julio de 1996, el agrimensor Walter Carrasco presenta ante el Concejo Deliberante de Rivadavia dos proyectos de Ordenanza mediante los cuales propone la creación de dos nuevos distritos en la zona de la Huayquerías (espacio que ocupa el 70% de la superficie total del departamento). El 18 de octubre de 1996, fueron sancionadas la Ordenanza N.º 3.473, por la que se crea el distrito de San Isidro (al este del sur departamental) y la Ordenanza N.º 3.474, por la que se crea el distrito Los Huarpes (hacia el oeste del sur departamental). Se fija como límite sur de estos distritos, el Río Seco de las Vacas Muertas.

## Rutas de acceso al departamento
El departamento no cuenta con ruta nacionales en su territorio, por lo que requiere de rutas provinciales para conectarse a las mismas. Estas son:
Este/oeste: RN 7, ingreso por Calle Robert km 994. Este camino conecta al departamento con el Gran Mendoza y Buenos Aires.
Oeste/sur: RP 40 ingreso por RP 60. Conecta con el Valle de Uco.
Sur: RP 40 ingresos por: RP 154, RP 16/67, Sur: RP 153 ingreso por: RP 71. Conecta con San Rafael.
La red vial departamental se puede dividir en 2 zonas: el Oasis en el norte y el Secano en el centro y sur.

## Geografía

### Organización territorial
El departamento está dividido en 13 distritos, 11 ubicados al norte del Canal Los Andes dentro del llamado oasis, y 2 (San Isidro y Los Huarpes) que abarcan alrededor del 70% del territorio en plena zona desértica.

#### División política
Rivadavia está constituido por 13 distritos: Ciudad, Mundo Nuevo, La Central, Santa María de Oro, El Mirador, Los Campamentos, San Isidro, Los Huarpes, La Libertad, La Reducción, Medrano, Los Árboles y Andrade.Los Distritos de los Huarpes y San Isidro fueron creados por iniacititiva del Agrimensor Walter Carrasco en 1996

### Relieve
En general, el territorio departamental presenta aspecto de llanura. Hacia el Este se extiende la Llanura de la Travesía y hacia el Oeste y Sur aparecen la cerrilladas pedemontanas o Huayquerías (elevaciones de poca altura, surcadas por cañadones, barrancas y ríos secos o huaycos). La mayor parte del suelo es liviano, arenoso y suelto; en algunos sectores es salitroso y húmedo.
Las altura máximas del departamento superan los 1200 m (Cerro La Paloma), mientras que en el NE se alcanzan apenas los 600 m

### Clima
Rivadavia está comprendido dentro de la zona de clima Árido de planicies y sierras. Temperatura media de verano 24 °C y la media de invierno 6 °C y con media anual de 15 °C Su máxima absoluta conocida 43 °C y la mínima absoluta —8 °C Llueve una media anual de 192 a 200 mm

### Hidrografía
El único curso de agua permanente que recorre el suelo departamental es el río Tunuyán, donde se localiza el Dique-embalse El Carrizal que comparte con el departamento Lujan de Cuyo y los diques Tiburcio Benegas (en el límite con Junín) y Phillips. En el resto del territorio existen solamente cursos temporarios que desaguan de las Huayquerías, y muchos uadis con pendiente oeste y norte hacia el río Tunuyán como el Jaguel (en las proximidades de Costa Anzorena). Los cursos de agua que se dirigen hacia el este van a perder sus torrenciales y esporádicos caudales en las arenas de las llanuras de la travesía, de estos el más importante es el Vacas Muertas.

### Fitogeografía
Rivadavia está comprendida dentro del departamento fitogeográfico del Monte. Presenta cubierta vegetal pobre; hacia el este se desarrolla la formación del algarrobal (algarrobo dulce, jarilla, zampa, atamisqui y pastos duros y xerófilos). El chañaral ocupa los suelos de cubierta arcillosa y subsuelo arenoso. En el centro se desarrollan la jarilla, uña de gato, romerillo, altamisa, brea, retama. En la Huayquerías aparecen chañares, bejucos, sandía del zorro, tasi, etc. En las márgenes del río Tunuyán se encuentran las comunidades hidrófilas: carrizo, totora, junco y cortaderas.

### Zoogeografía
La fauna del departamento pertenece al distrito subandino. Encontramos numerosos mamíferos: ratón del palo, comadreja, pichi llorón, vizcacha, pichi-ciego, peludo, zorro gris, gato montés, puma, ratón del campo, cuis y rata. Las aves más comunes: perdiz, pato silvestre, jote, gavilán, halcón gris, carancho, loro barranquero, tórtola, gallineta, lechuza, búho, pititorra, pecho colorado, picaflor, dormilón, etc. Entre los ofidios se destacan: la boa de las vizcacheras, víbora de coral, yarará ñata, falsa culebra, víbora de la cruz. Existen invertebrados tales como arácnidos varios, escorpión, chinche de agua, cangrejo del río y otros. Cabe mencionar, además, los lagartijos, lagarto verde y colorado, sapos, ranas y algunas especies de tortuga.

### Sismicidad
La sismicidad del área de Cuyo (centro oeste de Argentina) es frecuente y de intensidad baja, con un silencio sísmico de terremotos medios a graves cada 20 años.
Sismo de 1861aunque dicha actividad geológica catastrófica ocurre desde épocas prehistóricas, el terremoto del 20 de marzo de 1861 (164 años) señaló un hito importante dentro de la historia de eventos sísmicos argentinos ya que fue el más fuerte registrado y documentado en el país. A partir del mismo la política de los sucesivos gobiernos mendocinos y municipales han ido extremando cuidados y restringiendo los códigos de construcción. Con el terremoto de San Juan de 1944 del 15 de enero de 1944 (81 años) el gobierno sanjuanino tomó estado de la enorme gravedad sísmica de la región.
Sismo del sur de Mendoza de 1929muy grave, y al no haber desarrollado ninguna medida preventiva, mató a 30 habitantes
Sismo de 1985fue otro episodio grave, de 9 segundos de duración, llegó a derrumbar el viejo Hospital del Carmen (Godoy Cruz).

## Economía
Rivadavia sienta su economía en la actividad agrofrutihortícola. El mayor porcentaje de las tierras cultivadas lo ocupan los viñedos; además se destacan olivares, frutales y chacras. Existen en Rivadavia establecimientos aceiteros, conserveros, de producción avícola y apícola, además de albergar a las principales bodegas que producen vinos de excelente calidad destinados al mercado nacional e internacional.
En el pasado Rivadavia fue un importante polo de producción triguera, actividad que decayó hacia fines del siglo XIX y se transformó hacia la vitivinicultura. Hoy Rivadavia es uno de los principales productores de Vid y Olivo. Predominan las viñas de uvas comunes aunque grandes propiedades están en proceso de reconversion a uvas finas y de consumo en fresco.
Cabe destacar, la producción maderera, extracción de arena y ripio en la zona de Ceferino y, fundamentalmente, una importante explotación petrolera que representa los principales ingresos de la comuna. Con una extensión de 2.141 km², Rivadavia se ubica entre los principales productores de petróleo de la provincia.
En las zonas áridas del departamento se desarrolla la práctica de la ganadería.
Una nueva actividad que empieza a desarrollarse en el departamento es el Turismo cuyo mayor impulso es dado por el Festival Rivadavia Canta al País y el Dique El Carrizal.

## Turismo
- “Parroquia San Isidro Labrador”, centenario templo de características edilicias muy particulares, testigo en el tiempo del progreso de Rivadavia, en pleno corazón de la Ciudad.
- Plaza Bernardino Rivadavia, en el microcentro, quien con sus frondosa y variadas especies arbóreas ganó reconocimiento provincial como la única plaza con más variedades de árboles y flores. Su imponente figura se convierte en el paisaje urbano más representativo de la Ciudad, por lo que es elegido por los turistas como el marco ideal para plasmar en fotos su paso por Rivadavia.
- Museo Histórico “Ramón Pérez Fernández”, que guarda en su interior valiosos tesoros. Se encuentra en los antiguos terrenos del FF.CC.
- Museo Militar La Central, único en Mendoza, es otra casa de exposición de antigüedades asiduamente visitada por turistas, es el que resguarda reliquias de las fuerzas militares de la gesta Sanmartiniana, y contemporáneas.

"Museo Americanista "Valle de Uyata", un encuentro con las raíces históricas de nuestro pueblo, visítelo, allí se encontrará con una importante colección antropológica indígena.
- Museo de la Cabaña Tulumaya
- Museo del Centro Tradicionalista Fogón de Rivadavia.
- Complejo Deportivo y Recreativo Municipal, 72 ha parquizadas y un predio anexo forestado llamado “Parque de los Sueños”.
- Parque central. En este lugar, se realiza el Festival Rivadavia Canta al País, Rivadavia Baila al País y la FAI (Feria Agroindustrial) en enero y octubre respectivamente.
  - Alberga además, el Anfiteatro César Plástina
  - Estadio de Fútbol y canchas suplementarias
  - Estadio cubierto con cancha de básquet y una serie de playones deportivos circundantes, en los cuales se practican distintas disciplinas deportivas.

### Diques
Siguiendo el camino de la ruta provincial 67, carril Reducción, hacia el suroeste se hallan los distritos de La Libertad y La Reducción:
- El dique derivador “Tiburcio Benegas”, a 20 min del centro. Cruzando este dique —que corta las aguas del río Tunuyán— se accidentó fatalmente el cantor de tangos Francisco Fiorentino (11 de septiembre de 1955)
- Dique Embalse “El Carrizal”
  - Villa Turística “San Isidro”

## Transporte y comunicaciones
Lá única forma de transporte masiva en Rivadavia es la terrestre. El servicio de transporte público de pasajeros es provisto por una empresa privada y otra estatal. Existe también un servicio de larga distancia que une a Rivadavia con la ciudad de Buenos Aires, y otro que la une con la ciudad de San Rafael. Además cuenta con transporte público de pasajeros que une a todos los distritos con la ciudad de Rivadavia.
La ruta desde el departamento de Rivadavia y la capital de la provincia de Mendoza es la vía más transitada, principalmente la salida a la Ruta Nacional N.º 7 por calle Robert.
Rivadavia cuenta con 2 aeródromos, uno en Ciudad (Aerotec -privado-) y otro en la Libertad (Público); el primero cuenta con servicio de vuelos privados a distintos sectores de la provincia y el país, mientras que ambos están destinados a vuelos turísticos y paracaidismo.
Rivadavia cuenta con servicio de telefonía fija y celular (la red celular es la que posee mayor cantidad de usuarios debido a la imposibilidad técnica que tiene la red fija en zonas rurales). Su característica telefónica es 0263.
Tanto la Municipalidad como la CEAPRL, prestan el Servicio de Internet a los vecinos de Rivadavia, el primero a partir de antenas con baja tarifa paro los usuarios privados y gratis para todas las escuelas del Departamento; mientras que la Cooperativa Eléctrica lo hace por fibra óptica a través de Ceonline.
Los medios de Comunicación están representados por más de 5 emisoras radiales (Sintonía uno, Galileo, Éxito) ubicadas en el radio céntrico y con alcance a todo el Este. Además cuenta con una revista bimestral de la CEAPRL, una semanal Tiempo del Este (de San Martín) y una mensual del Municipio.

## Gobierno

### Intendentes desde 1983
| Intendente         | Periodo                                           | Partido              |
| ------------------ | ------------------------------------------------- | -------------------- |
| Ricardo Mansur     | 10 de diciembre de 1999 - 10 de diciembre de 2003 | UCR                  |
| Ricardo Mansur     | 10 de diciembre de 2003 - 10 de diciembre de 2007 | UCR                  |
| Gerardo del Río    | 10 de diciembre de 2007 - 10 de diciembre de 2011 | Confe (UCR)          |
| Ricardo Mansur     | 10 de diciembre de 2011 - 10 de diciembre de 2015 | UCR                  |
| Miguel Ángel Ronco | 10 de diciembre de 2015 - 10 de diciembre de 2019 | Cambia Mendoza (UCR) |
| Miguel Ángel Ronco | 10 de diciembre de 2019 - 10 de diciembre de 2023 | Cambia Mendoza (UCR) |
| Ricardo Mansur     | 10 de diciembre de 2023 - actualidad              | Sembrar              |

## Festividades
Una de las principales festividades de Rivadavia es el Festival Nacional Rivadavia Canta al País que convoca a miles de estrellas nacionales e internacionales cada año. También es de destacada importancia la fiesta departamental de la vendimia.
Otras fiestas importantes son el festival de la Sopaipilla en Reducción y la farándula estudiantil en Ciudad.